# 长鳍虹灯鱼
长鳍虹灯鱼（学名：Bolinichthys longipes）为灯笼鱼科虹灯鱼属的鱼类。分布于太平洋、印度洋、大西洋以及南海等海域，為深海魚類，棲息深度在50-725公尺，本魚背鰭軟條11-13枚；臀鰭軟條13-15枚；脊椎骨32-35個，體長可達5公分。
其种加词“Longipes”意为“长鳍的”。